# Indtægt
Indtægt er det modsatte af udgift. Den årlige indtægt for en person hedder indkomst.
Profit defineres som indtægter minus udgifter.
Bruttoindkomst er indkomst før fradrag. Bruttoindkomsten med fradrag for driftsomkostninger og andet der er fradragsret for er nettoindkomsten.
| Økonomi | Spire Denne artikel om økonomi er en spire som bør udbygges. Du er velkommen til at hjælpe Wikipedia ved at udvide den. |